# Фильков, Василий Петрович
Василий Петрович Фильков (10 августа 1913, Сластуха, Саратовская губерния — 14 апреля 1943, Путиловичи, Житомирская область) — командир партизанского отряда, участник Великой Отечественной войны, Герой Советского Союза.

## Биография
Родился 10 августа 1913 года в селе Сластуха, волостном центре Сластушинской волости, Аткарского уезда Саратовской губернии (ныне село находится в Екатериновском районе Саратовской области).
Был призван в ряды Красной армии в 1936—1937 годах и в 1941 году. Участник Великой Отечественной войны на Западном и Калининском фронтах. Во время Ржевско-Вяземской операции попал в плен, бежал, примкнул к партизанам в Житомирской области.
Весной 1943 года немецкие эшелоны двигались в район Курска. На пути следования железнодорожных составов располагался мост через реку Кремно. Командованием было решено уничтожить мост. Выполнение операции было поручено группе партизан во главе с Василием Фильковым. 14 апреля 1943 года Фильков приступил к выполнению задачи. Была захвачена железнодорожная станция Кремно. Противник оказал сильное сопротивление, но мост был заминирован и взорван. Поставленная задача была выполнена. В ходе перестрелок с противником Фильков погиб.
Указом Президиума Верховного Совета СССР «О присвоении звания Героя Советского Союза украинским партизанам» от 4 января 1944 года за «образцовое выполнение боевых заданий командования в борьбе против немецко-фашистских захватчиков в тылу противника, и проявленные при этом отвагу и геройство и за особые заслуги в развитии партизанского движения на Украине» удостоен посмертно звания Героя Советского Союза.
Похоронен в посёлке Лугины Житомирской области Украины.

## Награды
- Герой Советского Союза;
- орден Ленина.